# Biblioteca nazionale Marciana
La Biblioteca nazionale Marciana (ovvero la biblioteca di San Marco) è una delle più grandi biblioteche italiane e la più importante di Venezia.
Nota anche come Biblioteca Marciana, Biblioteca di San Marco, Libreria Marciana, Libreria Sansoviniana, Libreria Vecchia o Libreria di San Marco, si trova sulla parte inferiore di piazza San Marco, tra il campanile di San Marco e la Zecca.

## Storia

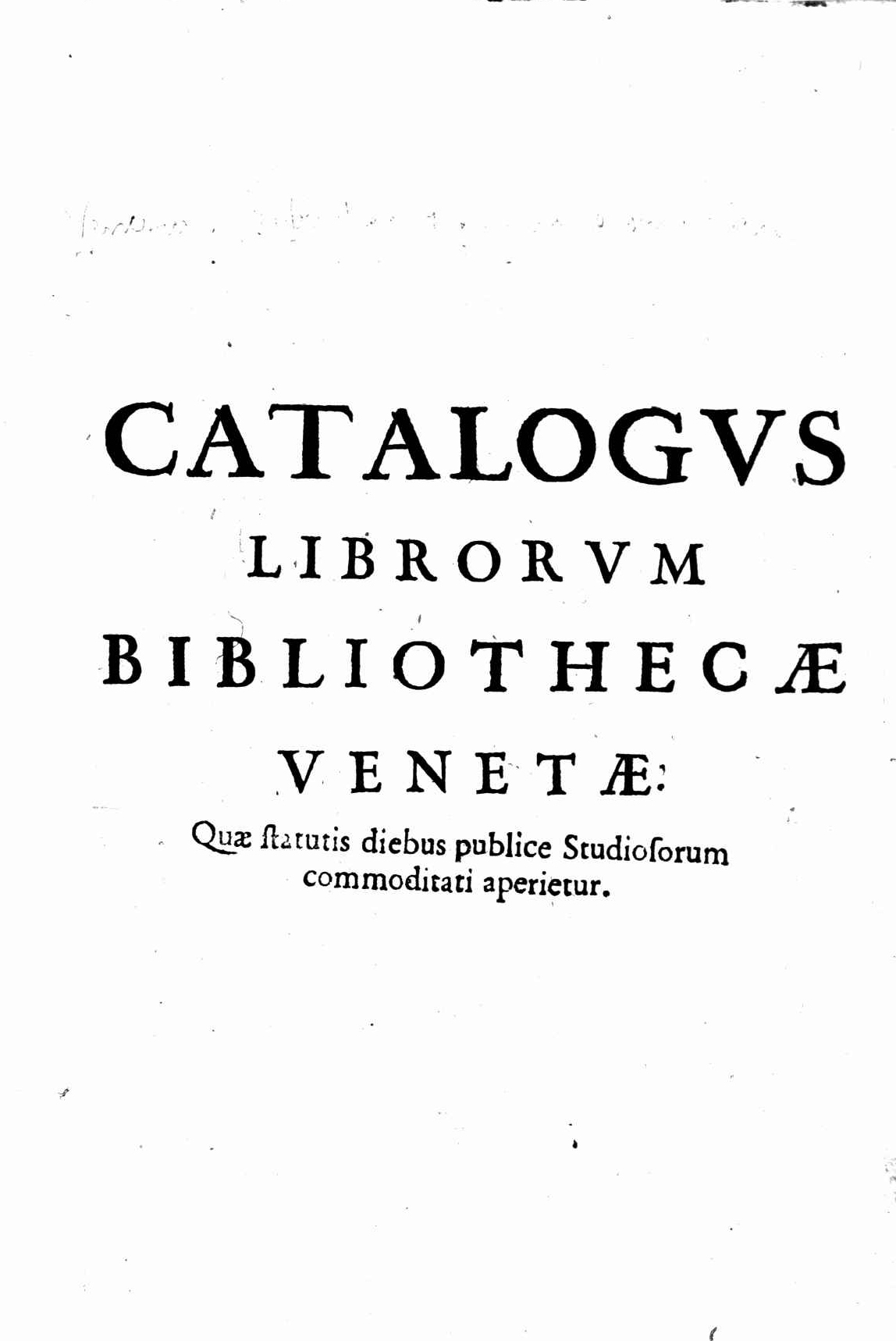
Il catalogo della biblioteca, curato da Giovanni Sozomeno (Catalogus librorum Bibliothecae Venetae, 1624)

La prima proposta per istituire una "pubblica libreria" a Venezia fu avanzata nel 1362 da Francesco Petrarca, che non riuscì tuttavia a realizzare il progetto. Alla sua morte, lasciò la sua biblioteca personale presumibilmente ai Da Carrara, signori di Padova.
Il primo nucleo della biblioteca è costituito dalla donazione che il cardinal Bessarione fece il 31 maggio 1468 alla Repubblica di Venezia "ad communem hominum utilitatem" (per il bene comune degli uomini): 746 codici, di cui 482 in greco e 246 in latino, cui si aggiunsero successivamente altri 250 manoscritti dopo la morte del donatore.
La biblioteca incrementò il suo inventario grazie a numerose donazioni e lasciti, nonché grazie all'incorporazione di altre biblioteche della città e della Repubblica. Molte delle opere donate provenivano da Bisanzio, conquistata dall'Impero ottomano nel 1453. Anche grazie a questa raccolta, Venezia fu il più importante centro dello studio dei classici greci. Attirò i più grandi studiosi umanisti, molti dei quali riuniti attorno all'editore Aldo Manuzio nell'Accademia Aldina.
Dal 1596 la biblioteca era anche affidato lo Statuario pubblico costituito con la donazione di Giovanni Grimani e poi integrata altre opere lasciate da Federico Contarini.
Nel 1603 entrò in vigore una legge che impose a ogni stampatore veneto di depositare una copia di ogni libro stampato presso la Marciana, che divenne così la biblioteca istituzionale della Serenissima Repubblica. Nel 1624 venne stampato il catalogo della biblioteca.
Dopo la caduta di Venezia dalla biblioteca vennero sottratti 203 volumi ma con le restituzioni dopo la definitiva sconfitta di Napoleone nel 1816 oltre a questi vennero recuperati i volumi sequestrati in vari conventi veneziani come danni di guerra nel 1797, enti religiosi poi soppressi nel secondo periodo francese.
Nel 1811 la biblioteca era stata trasferita nel Palazzo Ducale per destinare le stanze della Libreria a parte del palazzo reale. Nel 1904 venne di nuovo trasferita nei più ampi spazi della restaurata Fabbrica della Zecca e soltanto nel 1924 poté riacquistare la contigua sede storica.

### Bibliotecari di San Marco[4][5]
Nominati dai Procuratori di San Marco
- Marco Barbarigo (1485), primo Bibliothecarius Sancti Marci fino all'elezione a doge
- Agostino Barbarigo 1485-1486) fratello ddel precedente, fino all'elezione a doge
- Marcantonio Sabellico (1486-1506)
- Andrea Navagero (1515-1529)
- Pietro Bembo (1530-1543)
- Benedetto Ramberti (1543-1547)

Dal 1744 la nomina spettò ai Riformatori dello Studio di Padova
- Andrea de' Franceschi (1547-1551)
- John Dempster, scozzese (1551-1558)
- Bernardino Loredan (1558-1575), primo "Bibliotecario nella Libreria di S. Marco" dopo la costruzione
- Alvise Gradenigo (1575-1582)
- Alvise Pesaro (158?-1586)
- Benedetto Zorzi (1588-1601)
- Nicolò Morosini (1601-1602)
- Giovanni Querini (1611-1623)
- Girolamo Soranzo (1623-1636)
- Giovanni Nani (1636-1648)
- Alvise Contarini (1650-1651)
- Battista Nani (1659-1678)
- Silvestro Valier (1679-1694), fino all'elezione a doge
- Francesco Corner (1694-1709)

Nel 1726 la nomina venne avocata al Senato e destinata ad un anziano e influente patrizio
- Girolamo Venier (1709-1735)
- Lorenzo Tiepolo (1736-1742)
- Marco Foscarini (1742-1762), fino all'elezione a doge
- Alvise IV Mocenigo (1762-1763), fino all'elezione a doge
- Girolamo Grimani (1764-1775)

Dal 1775 la carica diventò triennale
- Girolamo Ascanio Giustinian (1775-1778)

- Girolamo Grimani (1778-1780)
- Girolamo Ascanio Giustinian (1781-1782)
- :Alvise II Piero Contarini (1784-1786)
- Francesco Pesaro (1786-1789)
- Girolamo Ascanio Giustinian (1789-1791)
- Zaccaria Vallaresso (1791-1794)
- Francesco Pesaro (1794-1797)

### Custodi dal 1626 al 1797[4][5]
Con l'avocazione del 1626 venne anche stabilito che il nobile dovesse essere affiancato da un custode che si occupasse di tutte le questioni materiali e scientifiche
- Giovanni Sozomeno (1626-1633)
- Santo Damiani (1633-1658)
- Giovanni Matteo Bustronio (1659-1664)
- Philarás Leonardo (1664-1669)
- Alvise-Ambrogio Gradenigo (1669-1680)
- Gualtiero Leith (1681-1702)
- Marcantonio Maderò (1702-1737)
- Anton Maria Zanetti (1737-1778)
- Jacopo Morelli (1778-1797) dopo la caduta della repubblica divenne direttore

### Direttori dal 1797[5]
- Jacopo Morelli (giugno 1797 – 1819)
- Pietro Bettio (1819 – 1846)
- Giuseppe Valentinelli (1846 – 1874)
- Giovanni Veludo (1874 – 1884)
- Carlo Castellani (1884 – 1897)
- Salomone Morpurgo (1898 – 1905)
- Giuliano Bonazzi (1905)
- Carlo Frati (dicembre 1905 – luglio 1913)
- Giulio Coggiola (1913 – settembre 1919)
- Ester Pastorello (reggente) (settembre 1919 – novembre 1920)
- Luigi Ferrari (dicembre 1920 – luglio 1948)
- Pietro Zorzanello (1948 – 1951)
- Tullia Gasparrini Leporace (1951 – 1969)
- Giorgio Emanuele Ferrari (1969 – 1973)
- Eugenia Govi (1973 – 1976)
- Gian Albino Ravalli Modoni (1976 – 1989)
- Marino Zorzi (1989 – 30 novembre 2007)
- Roberto Di Carlo (reggente) (dicembre 2007 – aprile 2008)
- Maria Letizia Sebastiani (maggio 2008 – febbraio 2012)
- Maurizio Messina (febbraio 2012 – 31 luglio 2018)
- Stefano Campagnolo (4 settembre 2018 – maggio 2024)
- Stefano Trovato (maggio 2024 - attuale)

## La facciata
Jacopo Sansovino è chiamato a costruire un importante manufatto che ha il pesante compito di marcare un forte segno nella piazza, sempre da lui progettata ma anche quello di non sminuire il significato e il valore di essa: deve inoltre dialogare con le preesistenze.
Il progetto è notevole, la struttura importante. La decorazione sta alla base della biblioteca, costruita su due piani. L'ordine architettonico, che definisce in modo significativo il decoro del manufatto, è sovrapposto, vale a dire che troviamo al piano terra un ricco tuscanico tridimensionale che è appoggiato ai pilastri (alla romana) con triglifi e metope evidenti e al piano superiore lo ionico. Esempio di grande innovazione sono le serliane molto compattate che al piano primo caratterizzano l'edificio.
L'arricchimento decorativo della biblioteca è impreziosito con opere scultoree (non si dimentichi che lo stesso Sansovino era uno scultore e mette in questo caso a frutto le sue abilità). Festoni di frutta, un grande cornicione con statue importanti in corrispondenza delle colonne caratterizzano l'evidente coronamento rinascimentale. Per la prima volta notiamo lo svuotamento dei parapetti proprio sul coronamento, novità assoluta per la biblioteca.
Oltre all'innovazione, tutto è pensato in riferimento ai modelli romani, come ad esempio i festoni che erano usati nelle opere funerarie romane.
Palladio definisce la biblioteca "l'edificio più ricco e più ornato che si sia mai fatto dagli antichi fin qua".
La facciata è su due livelli:
- le arcate del piano terreno sono di ordine tuscanico. Su di esse poggia una trabeazione dorica che alterna triglifi e metope;
- al secondo livello si trova un loggiato di ordine ionico, sovrastato a sua volta da un ricco fregio in cui si susseguono putti e festoni di fiori e frutta. Nei sottarchi, una ricca decorazione scultorea. Sul coronamento, una balaustra sormontata da statue di divinità classiche, opere di Alessandro Vittoria, Tommaso Minio, Tommaso e Girolamo Lombardo, Danese Cattaneo e Bartolomeo Ammannati (a quest'ultimo sono attribuiti i sei fiumi sdraiati più vicini alla Loggetta del Sansovino e il dio Phanes).

Nella facciata, leggera e chiaroscurata, i vuoti prevalgono sui pieni. Si tratta di un organismo polivalente, il cui prospetto sulla piazza è risolto con un doppio ordine di arcate a carattere romano, ispirate al Teatro di Marcello e ai progetti sangalleschi per il cortile di Palazzo Farnese, ma le alterazioni delle proporzioni denunciano una volontà di interpretazione che va oltre la citazione accademica. Il primo ordine, porticato, riprende il doppio sistema romano delle colonne reggenti l'architrave e dei pilastri che reggono gli archi, e il secondo (qui prevale la deroga manierista) che presenta balaustre discontinue, colonne sostenenti un ricchissimo fregio e serliane così contratte da annullare il loro valore di trifore.

## La libreria vecchia

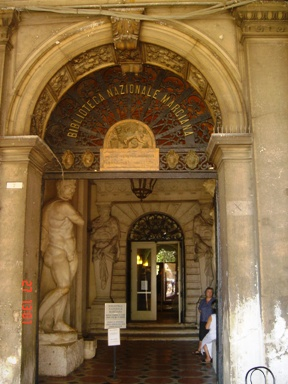
Ingresso della biblioteca

Bessarione aveva posto come condizione la collocazione dei libri in una degna sede. Ma la Serenissima si prese molto tempo per adempiere a questa condizione.La biblioteca venne collocata prima in un edificio sulla Riva degli Schiavoni, poi in San Marco ed infine nel Palazzo Ducale.
Solo nel 1537 fu avviata la costruzione del Palazzo della Libreria, sito in Piazza San Marco e progettato da Jacopo Sansovino.
Nel 1545 crollò il soffitto della sala di lettura e il Sansovino si ritrovò in carcere. Grazie alle raccomandazioni di amici influenti venne però presto rilasciato e poté riprendere l'opera, ma dovette ripagare il danno con denaro proprio. La biblioteca si trasferì nella Libreria vecchia nel 1553. L'edificio, tuttavia, fu ultimato solo nel 1588 da Vincenzo Scamozzi, che aveva assunto la direzione dell'opera dopo la morte del Sansovino avvenuta nel 1570.
Alla sua decorazione contribuirono tra gli altri Tiziano, Paolo Veronese, Alessandro Vittoria, Battista Franco, Giuseppe Porta, Bartolomeo Ammannati, Giovanni Demio ed il Tintoretto.

## Patrimonio

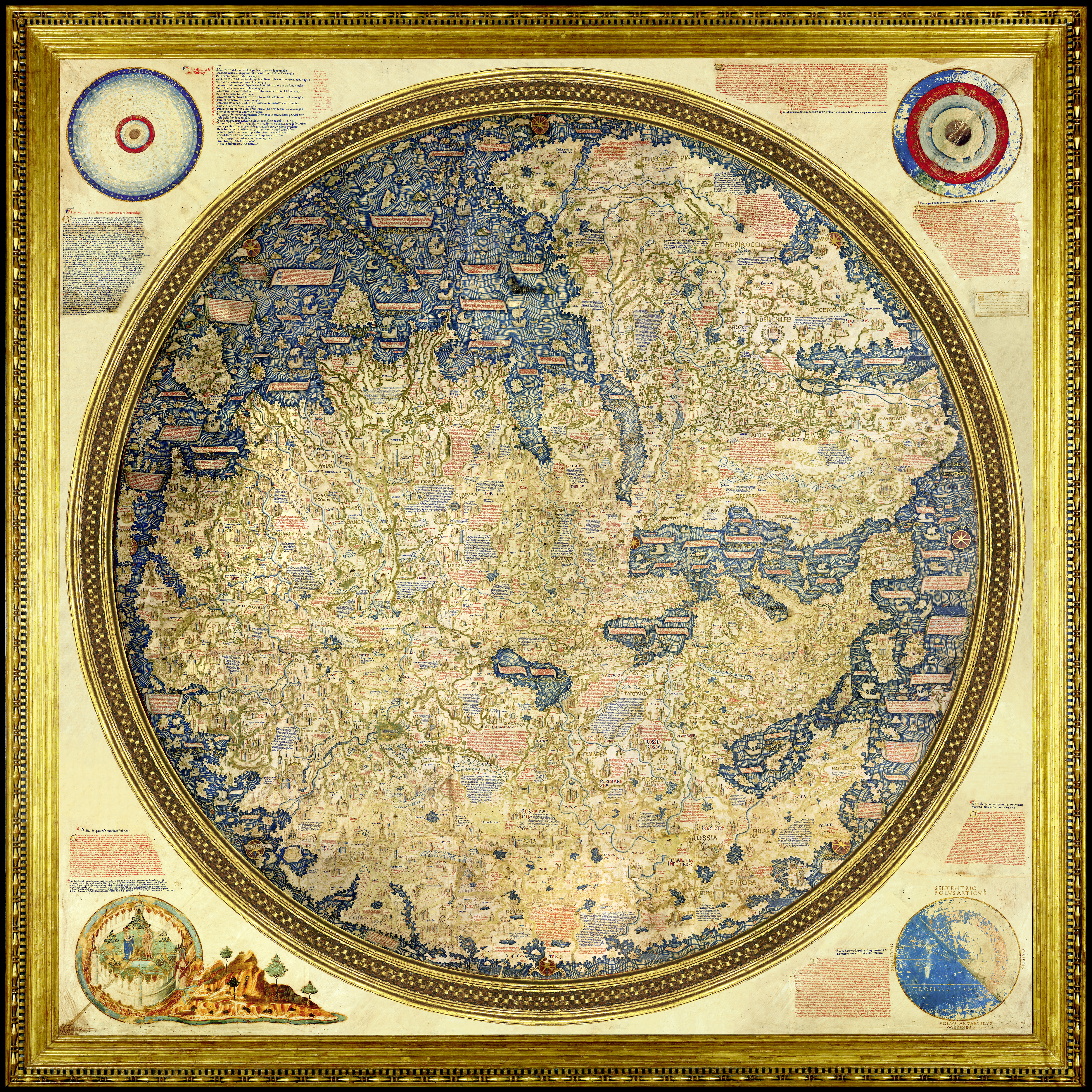
Carta geografica del mondo di Fra Mauro del 1459

La Biblioteca Nazionale Marciana è specializzata in filologia classica e storia di Venezia.
Il suo patrimonio librario si compone di:
- 1.000.000 circa volumi a stampa
- 13.117 manoscritti rilegati
- 4.639 manoscritti non legati
- 2.887 incunaboli
- 24.060 cinquecentine

Gli esemplari più importanti dal fondo della Marciana sono i due codici dell'Iliade più illustri, l'Homerus Venetus A (X secolo) e l'Homerus Venetus B (XI secolo).
Degni di menzione anche la Chronologia magna di Fra Paolino, un manoscritto della Naturalis historia di Plinio, copiato per Giovanni Pico della Mirandola nel 1481, un esemplare del primo libro stampato a Venezia, le Epistulae ad familiares di Cicerone del 1481 e quattro consilia manoscritti da Bartolomeo Capodivacca nel XIV secolo. Vi sono anche le Gesta Berengarii Imperatoris. Molto importante è anche il "Breviario Grimani" importante codice Miniato fiammingo donato dal cardinale Grimani nel primo Cinquecento.
La biblioteca custodisce inoltre cinquantasei volumi di diari di Marin Sanudo, una delle fonti più importanti della storia veneziana tra il 1496 e il 1533.
Un particolare tesoro della libreria è una raccolta completa delle Aldine.
Nella collezione c'è anche il Catena in Job, codice manoscritto bizantino che contiene una copia dell'inizio del X secolo del Libro di Giobbe, accompagnato da un commento e preziosamente ornato da miniature. 
La biblioteca dispone anche di una notevole collezione di carte geografiche ed atlanti, sia storici che attuali. Spiccano la mappa mundi di Fra Mauro (1459) e la pianta della città di Venezia di Jacopo de' Barbari (1500). Dal 1996 il patrimonio della Biblioteca è stato oggetto di una serie di interventi di recupero bibliografico, di riproduzione, digitalizzazione e catalogazione. 
Alcuni di questi interventi sono stati realizzati anche grazie ai fondi del Gioco del Lotto, in base a quanto regolato dalla legge 662/96.